# Caïman de Douala
El Caïman de Douala es un club de fútbol de Camerún situado en la localidad de Duala y fundado en 1935. Son miembros de la Federación Camerunesa de Fútbol.

## Historia
El club surgió como resultado de una fusión entre los clubes Lune (representado por jugadores de los subdistritos de Bonamuti, Bonalembe y Bonabekombo) y Éclair, ambos ubicados en el distrito de Akwa, en Duala. Existen registros que sugieren que la fusión tuvo lugar en el año 1935, y también se han difundido rumores que indican que la fusión se produjo debido a que, en ese mismo año, uno de los clubes que se fusionaron, Lune, perdió una final contra el club Léopard, del distrito de Deido. Se consideró que la fusión era una manera de fortalecer la representación del distrito en el fútbol nacional de la época, que se centraba en la ciudad de Duala.
El primer presidente del club fue Essengue Mboumoua, padre de William Eteki Mboumoua, quien fue exministro del gobierno de Camerún y exsecretario general de la Organización de la Unidad Africana. Más tarde, André Moudingo ocupó la presidencia, seguido por Maurice Ekwe. Con el tiempo, debido al relativo éxito del equipo en los campeonatos de la época, surgió una rivalidad interna durante la presidencia de Ekwe. Posteriormente, cuando Ekwe fue nombrado subprefecto en otra ciudad, el club pasó a ser dirigido por una junta directiva compuesta por Mbende Milla, Ngalle Makota y Alexandre Collet. Se ha afirmado que después de este acontecimiento, el club no pudo mantener su nivel de rendimiento anterior.

## Palmarés
- Campeonato Territorial

1937, 1941, 1942/1943, 1947/1948, 1948/1949, 1950, 1951, 1955
- Campeonato del Wouri

1953/1954
- Campeonato del Litoral

1955/1956
- Campeonato de Douala

1941, 1942/1943
- Primera División de Camerún: 3

1962, 1968, 1975
- Copa de Camerún: 4

1941, 1942, 1943, 1959
- Finalista: 3

1970/1971, 1971/1972, 1976/1977

## Participación en competiciones de la CAF
| Temporada | Torneo                            | Ronda            | Club              | Casa | Visita | Global      |
| --------- | --------------------------------- | ---------------- | ----------------- | ---- | ------ | ----------- |
| 1969      | Copa Africana de Clubes Campeones | 1                | Saint Éloi Lupopo | 0-0  | 1-3    | 1-3         |
| 1976      | Copa Africana de Clubes Campeones | 1                | Express FC        | 1-0  | 0-1    | 1-1 (3-4 p) |
| 1978      | Recopa Africana                   | 1                | USM Libreville    | 2-0  | 1-3    | 3-3 (a)     |
| 1978      | Recopa Africana                   | Cuartos de final | Horoya AC         | 3-3  | 1-4    | 4-7         |